# L'Annonce faite à Marie (opéra)
Pour les articles homonymes, voir L'Annonce faite à Marie (homonymie).
L'Annonce faite à Marie est un opéra du compositeur français Philippe Leroux sur un livret de Raphaèle Fleury créé en 2022 à Nantes. L'histoire s'inspire de la pièce homonyme de Paul Claudel de 1912.

## Historique
L'Annonce faite à Marie est le premier opéra du compositeur Philippe Leroux dont le livret est adapté de la pièce du même nom de Paul Claudel par Raphaèle Fleury, « mystère » que le dramaturge décrivait comme un « drame de la possession d’une âme par le surnaturel ». L'idée de faire un opéra est à l'esprit du compositeur depuis des années et qu'il écrit plusieurs ouvrages pour la voix, tels que Voi(Rex) de 2002, mais il attend néanmoins de trouver le texte adéquat pour mener à bien son ouvrage. Raphèle Fleury a déjà adapté un ouvrage de Paul Claudel en 2021 avec l'opéra Le Soulier de satin de Marc-André Dalbavie depuis la pièce homonyme de 1929 du dramaturge. Cet ouvrage est une commande d'Angers-Nantes Opéra et est coproduit en première avec l'Opéra de Rennes et l'Ircam.
L'Annonce faite à Marie est créé le 9 octobre 2022 à l'Angers-Nantes Opéra au Théâtre Graslin sous la direction de Guillaume Bourgogne et mis en scène par Célie Pauthe avec Guillaume Delaveau à la scénographie, Anaïs Romand aux costumes et l'Ensemble Cairn dans la fosse. La mise en scène est placée dans ce que Paul Claudel appelle un « Moyen Âge de convention » et les décors, sobres, sont composés de projections d'images de la campagne sur des murs unis.

## Description
L'Annonce faite à Marie est un opéra en français en un prologue et quatre actes d'une durée d'environ deux heures et trente minutes. L'instrumentation inclut des parties sonorisées et informatisées avec notamment des synthétiseurs pour travailler la voix de Paul Claudel qui intervient à plusieurs reprises.

### Rôles
| Rôle                              | Voix          | Créateur                |
| --------------------------------- | ------------- | ----------------------- |
| Anne Vercors, paysan              | baryton       | Marc Scoffoni           |
| Violaine Vercors, sa fille        | soprano       | Raphaële Kennedy        |
| Mara Vercors, sœur de Violaine    | soprano       | Sophia Burgos           |
| Elisabeth Vercors, épouse de Anne | mezzo-soprano | Els Janssens Vanmunster |
| Jacques Hury, enfant adopté       | baryton       | Charles Rice            |
| Pierre de Craon, architecte       | ténor         | Vincent Bouchot         |

### Argument
Le village de Combernon au Moyen Âge.

#### Prologue
La fille du riche paysan Anne Vercors, Violaine, retarde le départ de Pierre Craon, architecte d'église, qui avait autrefois essayé de la violer, et aujourd'hui lépreux, bien que toujours amoureux d'elle. Son état le rend pitoyable aux yeux de la jeune fille qui l'embrasse, ce qui désempare sa sœur Mara. 

#### Acte I
Plus tard, le paysan prévient sa femme, Elisabeth, de son intention de marier Violaine au jeune paysan que la famille a adopté, Jacques Hury. Il annonce également qu'il a entendu l'appel de Dieu et qu'il compte partir pour un pèlerinage à Jérusalem. Il précipite les fiançailles de Jacques et sa fille puis fait ses adieux à sa famille avant de partir. Sa femme meurt peu après son départ. 

#### Acte II
Mara est jalouse de sa sœur et est amoureuse de Jacques. Elle demande à sa mère de faire renonce à Violaine son mariage et menace de se suicider si elle ne trouve pas contentement. Elle tente en parallèle de semer le trouble dans l'esprit de Jacques, quand ce dernier apprend que Violaine est devenue lépreuse. Désormais convaincu des dires de Mara, il tance sa fiancée qui quitte le village et se réfugie dans la léproserie du Géyn. 

#### Acte III
Sept années après, Mara va voir Violaine dans sa retraite, devenue aveugle et défigurée. Elle vient avec Aubaine, la fille qu'elle a eue avec Jacques mais qui vient de mourir. La situation de Violaine et la colère de Mara font faire à la première un miracle, ramenant Aubaine à la vie. Ses yeux sont devenus bleus, comme Violaine. 

#### Acte IV
Mara est encore plus furieuse envers sa sœur après ce miracle qui tente de la tuer. Pierre de Craon reparaît, soigné de la lèpre, et trouvant Violaine agonisante, la ramène au village, avec Anne Vercors, revenu de son pèlerinage. La jeune femme reprend ses esprits et renoue avec Jacques, lui apprend la vérité, et lui assure de son amour. Elle lui demande cependant de pardonner à Mara. Cette dernière essaie de se justifier et de se défendre. Violaine meurt et Jacques, terrassé, se tourne tout de même vers Mara : le père bénie leur union.

## Captations
Opéra de Nantes (création mondiale), mise en scène de Célie Pauthe. Avec Raphaële Kennedy, Sophia Burgos, Els Janssens Vanmunster, Marc Scoffoni, Charles Rice et Vincent Bouchot.
Produit par Cinétévé et réalisé par Stéphan Aubé